# Tengerszem-csúcs

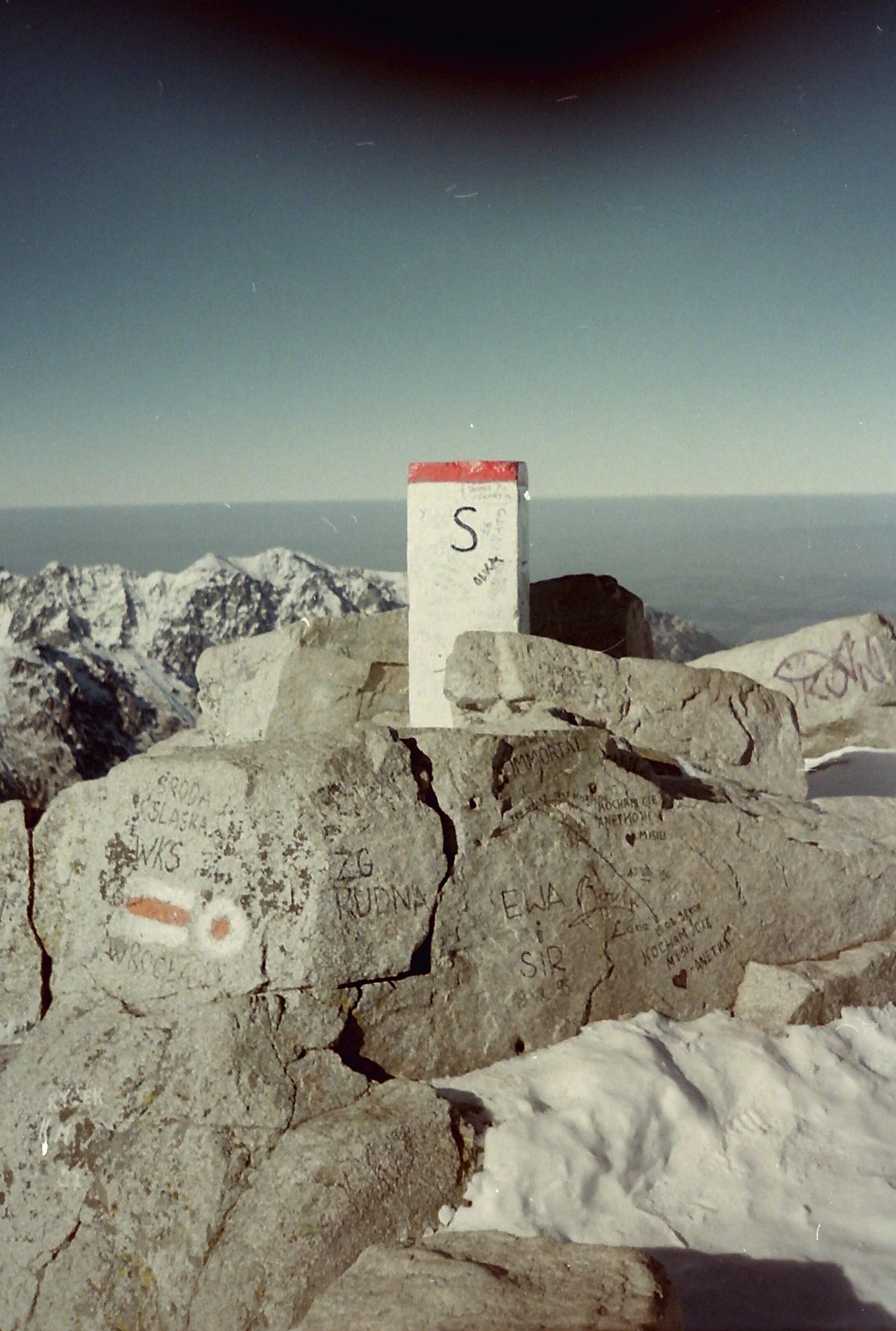
A csúcspont

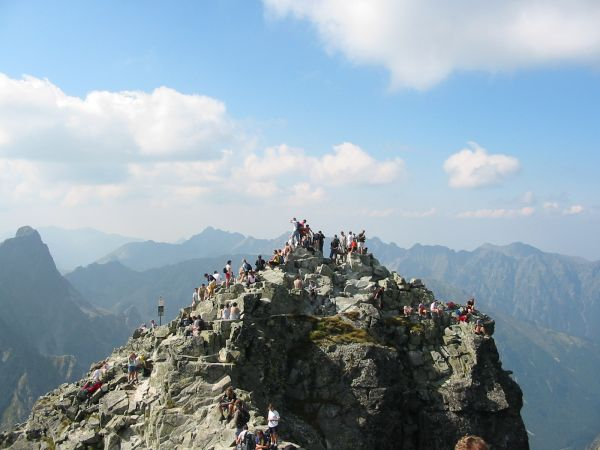
Csúcsforgalom a Tengerszem-csúcson (2499,6 m)

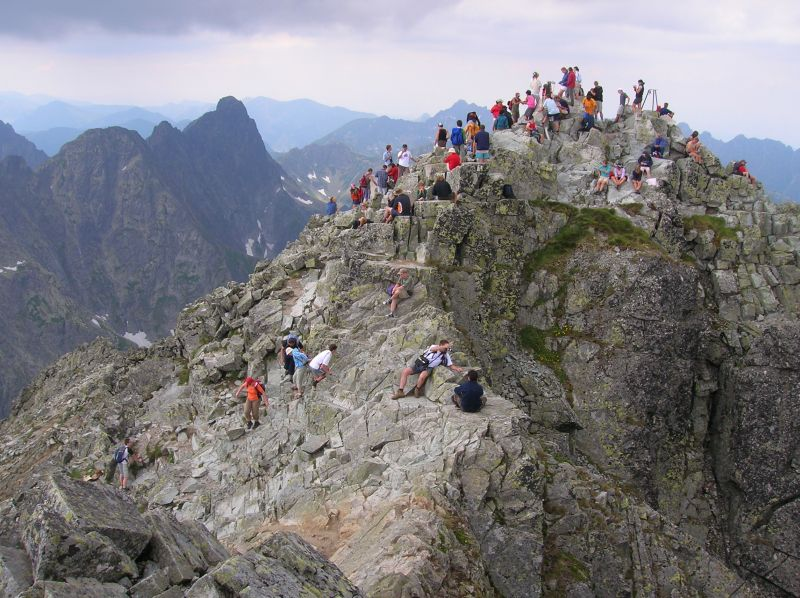
Csúcsforgalom a Tengerszem-csúcson (2499,6 m)

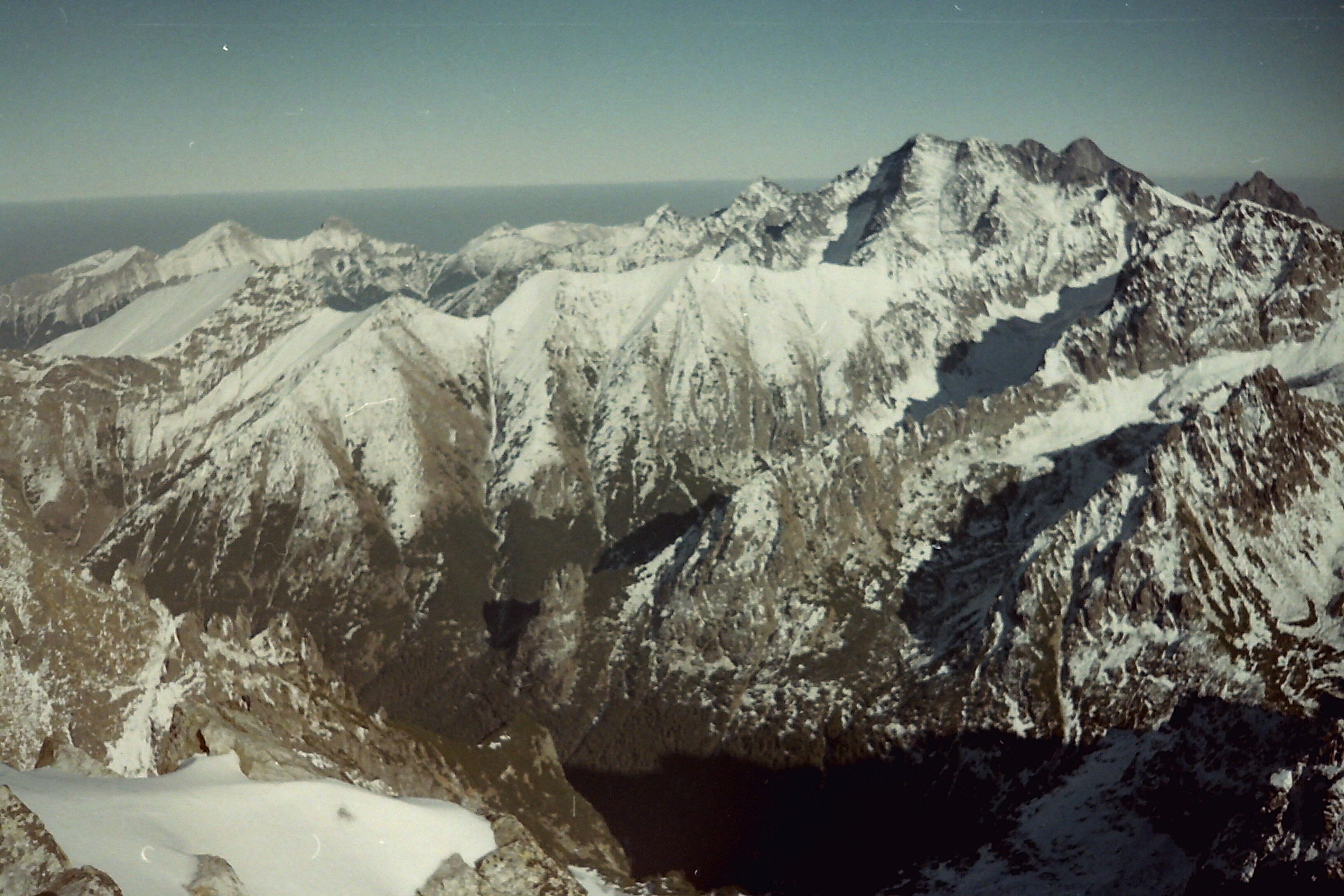
Kilátás a Tengerszem-csúcsról

A Tengerszem-csúcs (szlovákul és lengyelül Rysy) a Magas-Tátra 2501 m-es hegycsúcsa Szlovákiában a szlovák-lengyel határon. A hegy három csúcsa közül a második legmagasabb (2500 m) esik lengyel területre, az Lengyelország legmagasabb pontja, a másik két csúcs (2501 m és 2473 m) Szlovákiában van.

## Neve
Magyar és német nevét első megmászójától, Blasy Edétől kapta 1853. augusztus 2-án, amikor nyolc barátjával újra a csúcson járt, és a Tengerszemre nyíló csodaszép kilátás névadásra ihlette. A lengyelek eredetileg Rysy-nek a Nagy-Békás-csúcsot nevezték, vagy inkább a Nagy-Békás-csúcs, Dénes-csúcs és Békás-Barát komplexumát. A lengyel – és ebből átvett szlovák – elnevezés az eredeti komplexum a Gąsienicavölgyi-Fekete-tó felől nézve folyosókkal barázdált, karcolt hegyoldal látványából ered (porysowane=barázdált, karcolt). Az elnevezés az irodalomban először 1863-ban jelent meg. Ivan Houdek 1941-ben tévesen azt állította, hogy a csúcs szlovák és lengyel neve a rys=hiúz állatnévből ered. A Rysy elnevezést Risse formában először Hildebrandt használta 1863-ban.

## Leírása
A Bélai-Tátrától a Krivánig gyönyörködhet a szem a csúcsok sokaságában, sőt igen tiszta időben a Kékes csúcsa is látszik, míg a lábánál elterülő völgyeket szerteszórt, csillogó tengerszemek tarkítják. Emiatt is kapta a csúcs a „magyar Rigi” nevet. (Bár Svájc leghíresebb hegye a Matterhorn, a turisták által látogatott kilátóhegyek közül az elsőség a Luzern melletti Rigit illeti. A ma kötélpályán is elérhető csúcsról gyönyörű panoráma nyílik a környező tavakra és dél felé az Alpok főgerincére). A legjelentékenyebb ormok mind láthatók róla, s felülmúlhatatlanul szép a lepillantás a Fekete- és Halas-tó felé, amelyek a sötétzöld törpefenyők között mintegy 1000 méterrel mélyebben tündökölnek.
A Tengerszem-csúcs a Magas-Tátra főgerincének egy sarokpontjában emelkedik. Tőle DK-re a koronás Tátra-csúcs fekszik; közöttük a széles Hunfalvy-hágó. A belőle nyugat felé folytatódó főgerincben – a Békás-tavi-hágó mély nyílása után – a Simon-torony szomszédos vele. Észak felé a Hét-Gránátossal végződő hosszú oldalgerinc ágazik ki belőle, amelyben a Tengerszem-csorba választja el a Dénes-csúcstól.
A Tengerszem-csúcsnak három orma van:
- Északnyugati orom – 2499,2 m; innen a legszebb a kilátás, ez egyben Lengyelország legmagasabb pontja, az országhatáron fekszik. Az oromra felér a Topor-irtásról (Toporowa Cyrhla) kiinduló, a Halastavi-völgyet a Menguszfalvi-völggyel összekötő piros jelzésű ösvény. Ez a legmagasabb pont a Tátrában, ahová jelzett turistaösvény vezet. Az orom egyben elágazási pont is – itt ágazik el a Halastavi-völgyet a Poduplaszki-völgy nyugati oldalvölgyeitől, részeitől elválasztó oldalgerinc, amelyet a Nagy-Békás-csúcs után Békás-gerincnek nevezünk.
- Középső orom, főorom – 2499,6 m; már teljesen szlovák területen van, az északnyugati oromtól a Hátsó-Tengerszem-átjáró választja el.
- Délkeleti-orom – 2473 m; a főoromtól a Középső-Tengerszem-átjáró választja el.

## Megközelítése
A Poprádi-tótól a Hunfalvy-hágón át jól készített ösvény vezet fel rá. A Halas-tó felől is igen gyakran látogatják, és bár ez az útja is jelzett ösvény, lényegesen nehezebb és fárasztóbb a déli oldal útjánál. Lengyelország legmagasabb pontja azonban rendkívüli vonzerővel rendelkezik, nyáron szép időben több száz ember is felmegy naponta a csúcsra.
Első megmászó: Blasy Ede – Ruman János vezetővel, 1840. augusztus 20-án, zergevadászat közben. 
A legenda szerint a csúcson járt Vlagyimir Iljics Lenin.

### Túrák

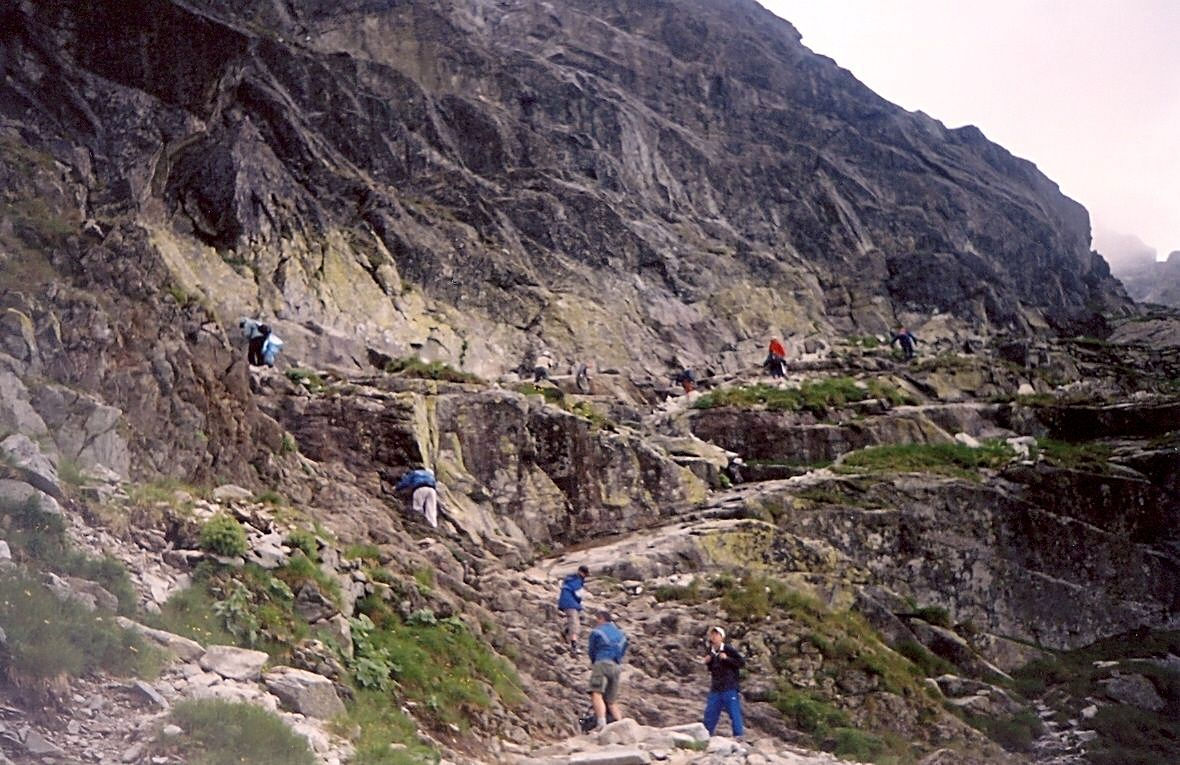
A Békás-tavi katlanban a csúcs felé, láncos mászás

- Hunfalvy-hágóból, a délkeleti gerinc megkerülésével

Készített ösvény. Piros jelzés. A hágóból az ösvény a széles DK. gerinchát oldalán szerpentinekben kanyarog felfelé, majd átkelve egy kis oldalgerincen kissé leereszkedik, és elhaladva a főorom alatt (közben egy könnyű kis kéményben 2 m-t le egy mélyebben fekvő párkányra), végül meredeken felvisz az északnyugati-kilátóoromra.
A fenti út, összekötve a Poprádi-tótól a Menguszfalvi-völgyben a Hunfalvy-hágóhoz felvezető úttal, a Tengerszem-csúcs szokásos, legkönnyebb útja.

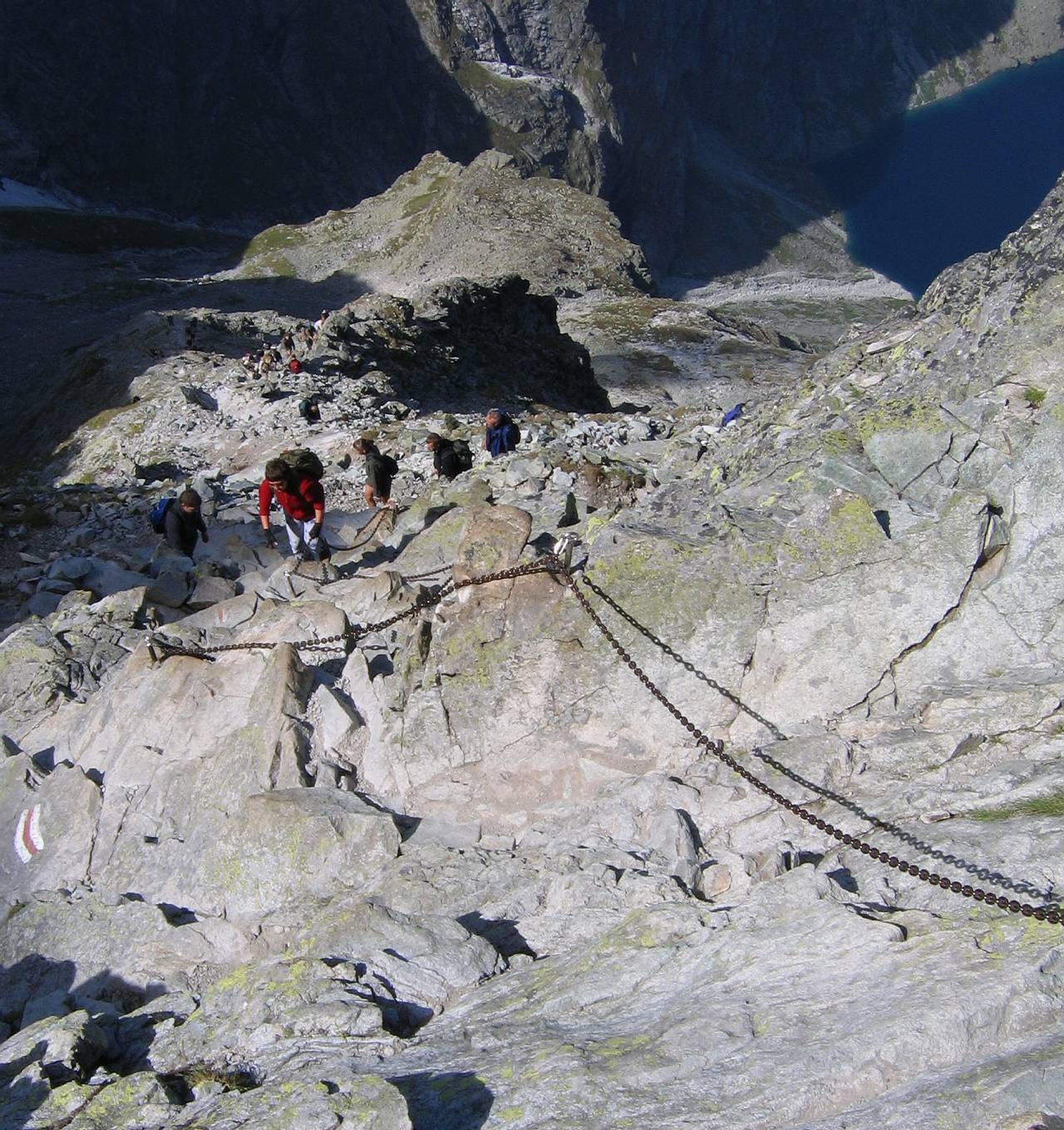
Láncos biztosítás a lengyel oldalon, a csúcsra vezető úton

- Halas-tótól, a Tengerszem katlanán át (északról)

Piros jelzés. Alsó része járóterep, végső része könnyű, de meglehetősen kitett mászás. Bár igen sűrűn járják, gyakorlatlanoknak csak megfelelő vezetés mellett ajánlható.
A Halas-tavi menedékháztól balra a tó körül vezető ösvényen a tó déli végéhez, ahonnan a tófalon szerpentinösvény visz fel a Fekete-tó északi partjához. A tavat balra megkerülve, a tó déli végéről a törmelékkúpon a völgykatlan hátterét képező fal alá. A füves törmelékkúp tetejéről az ösvény egy gyeppadra lép át és jobbra átvezet ahhoz az omladékkal telt széles szakadékhoz (ebbe folyik le a fentről jövő patak), amely a felső völgymedencéhez húzódik fel. Ebben a szakadékban mozgó tömbökön, törmeléken fel a felső völgymedence tágas törmelékmezőjére. Ezen fel a falak tövének közeléig, majd innen a balra emelkedő törmeléklejtőn egy hosszú és keskeny hószakadék kezdetéhez, amely a Tengerszem-csúcs vad északi falának tövében a csúcs felé húzódik. A szakadékot balról egy vele párhuzamosan futó, meglehetős erősen előlépő, széles borda kíséri. A borda kezdeténél (kb. 2170 m) vaskapcsok. A bordán törmelékes padokon, lépcsőkön zegzugos irányban fel (helyenként meglehetősen kitett; a nehezebb helyeken láncok és vaskapcsok). A borda végül a Tengerszem-csúcs északi gerincére torkollik, kevéssel a csúcs alatt. A gerincen jobbra igen kitett, keskeny élre, és egy kis csorbán át vaskapcsok segítségével a gerincen még egy keveset meredeken fel, majd kitérve a nyugati oldalba, könnyű lépcsőkön jobbra fel a csúcs északnyugati ormára.